# María José Ferrada
 (juillet 2023).
La mise en forme du texte ne suit pas les recommandations de Wikipédia : il faut le « wikifier ».
Les points d'amélioration suivants sont les cas les plus fréquents. Le détail des points à revoir est peut-être précisé sur la page de discussion.
- Les titres sont pré-formatés par le logiciel. Ils ne sont ni en capitales, ni en gras.
- Le texte ne doit pas être écrit en capitales (les noms de famille non plus), ni en gras, ni en italique, ni en « petit »…
- Le gras n'est utilisé que pour surligner le titre de l'article dans l'introduction, une seule fois.
- L'italique est rarement utilisé : mots en langue étrangère, titres d'œuvres, noms de bateaux, etc.
- Les citations ne sont pas en italique mais en corps de texte normal. Elles sont entourées par des guillemets français : « et ».
- Les listes à puces sont à éviter, des paragraphes rédigés étant largement préférés. Les tableaux sont à réserver à la présentation de données structurées (résultats, etc.).
- Les appels de note de bas de page (petits chiffres en exposant, introduits par l'outil «  Source ») sont à placer entre la fin de phrase et le point final[comme ça].
- Les liens internes (vers d'autres articles de Wikipédia) sont à choisir avec parcimonie. Créez des liens vers des articles approfondissant le sujet. Les termes génériques sans rapport avec le sujet sont à éviter, ainsi que les répétitions de liens vers un même terme.
- Les liens externes sont à placer uniquement dans une section « Liens externes », à la fin de l'article. Ces liens sont à choisir avec parcimonie suivant les règles définies. Si un lien sert de source à l'article, son insertion dans le texte est à faire par les notes de bas de page.
- La présentation des références doit suivre les conventions bibliographiques. Il est recommandé d'utiliser les modèles {{Ouvrage}}, {{Chapitre}}, {{Article}}, {{Lien web}} et/ou {{Bibliographie}}. Le mode d'édition visuel peut mettre en forme automatiquement les références.
- Insérer une infobox (cadre d'informations à droite) n'est pas obligatoire pour parachever la mise en page.

Pour une aide détaillée, merci de consulter Aide:Wikification.
Si vous pensez que ces points ont été résolus, vous pouvez retirer ce bandeau et améliorer la mise en forme d'un autre article.
María José Ferrada Lefenda, née en 1977, est une journaliste et écrivaine chilienne.

## Biographie
María José Ferrada Lefenda est née à Temuco, au Chili, en 1977. Elle étudie à l'Université Diego Portales de Santiago du Chili, puis à l'Université de Barcelone, où elle obtient une maîtrise en études asiatiques et pacifiques. Ses livres pour enfants sont publiés dans de nombreux pays et traduits en quatorze langues.

## Carrière
Après avoir écrit des histoires pour son petit frère, María José Ferrada publie en 2005 son premier livre, à compte d'auteur, 12 historias minúsculas de la tierra, el cielo y el mar. Elle poursuit avec plusieurs livres pour enfants et adolescents. En 2010, elle est publiée pour la première fois en Espagne avec Un mundo raro. En 2012, elle obtient le prix international de poésie pour garçons et filles "Ciudad de Orihuela", avec son livre El idioma secreto.
En 2013, son recueil de poèmes intitulé Niños, est dédié aux enfants chiliens victimes de la dictature militaire. Ce recueil reçoit le prix de l'Académie chilienne de la langue pour la meilleure œuvre littéraire publiée au Chili, et le prix municipal de littérature de Santiago. Son livre, Un Jardin, est largement publié dans les pays hispanophones et remporte le prix Banco del Libro de Venezuela du meilleur livre pour enfants, ainsi qu'une mention honorable à la Foire du livre de jeunesse de Bologne. En 2013, Ferrada remporte le prix Marta Brunet et la médaille Colibrí, d'IBBY Chili grâce à Notas al margen.
En 2017, Ferrada publie Kramp, un roman pour adultes. Ce livre remporte trois des plus grands prix littéraires du Chili : le Círculo de Críticos de Arte Best Novel, le prix du ministère chilien de la Culture du meilleur roman et le Santiago Municipal Literature Award. Kramp raconte l'histoire d'une jeune fille qui accompagne son père, un vendeur ambulant, et les gens qu'ils rencontrent dans leurs voyages. Ferrada décrit le livre comme une "histoire autobiographique", s'inspirant de ses propres voyages d'enfance avec son père, qui était également vendeur. Ce livre est traduit en italien, portugais brésilien, danois, anglais et allemand. Il est désigné en 2021 comme l'un des meilleurs romans par le San Francisco Chronicle, et l'une des 100 traductions notables par World Literature Today.
En 2021, elle remporte le prix SM hispano-américain de poésie pour enfants, décerné par la Fondation des lettres mexicaines et le Fonds de culture économique,,.

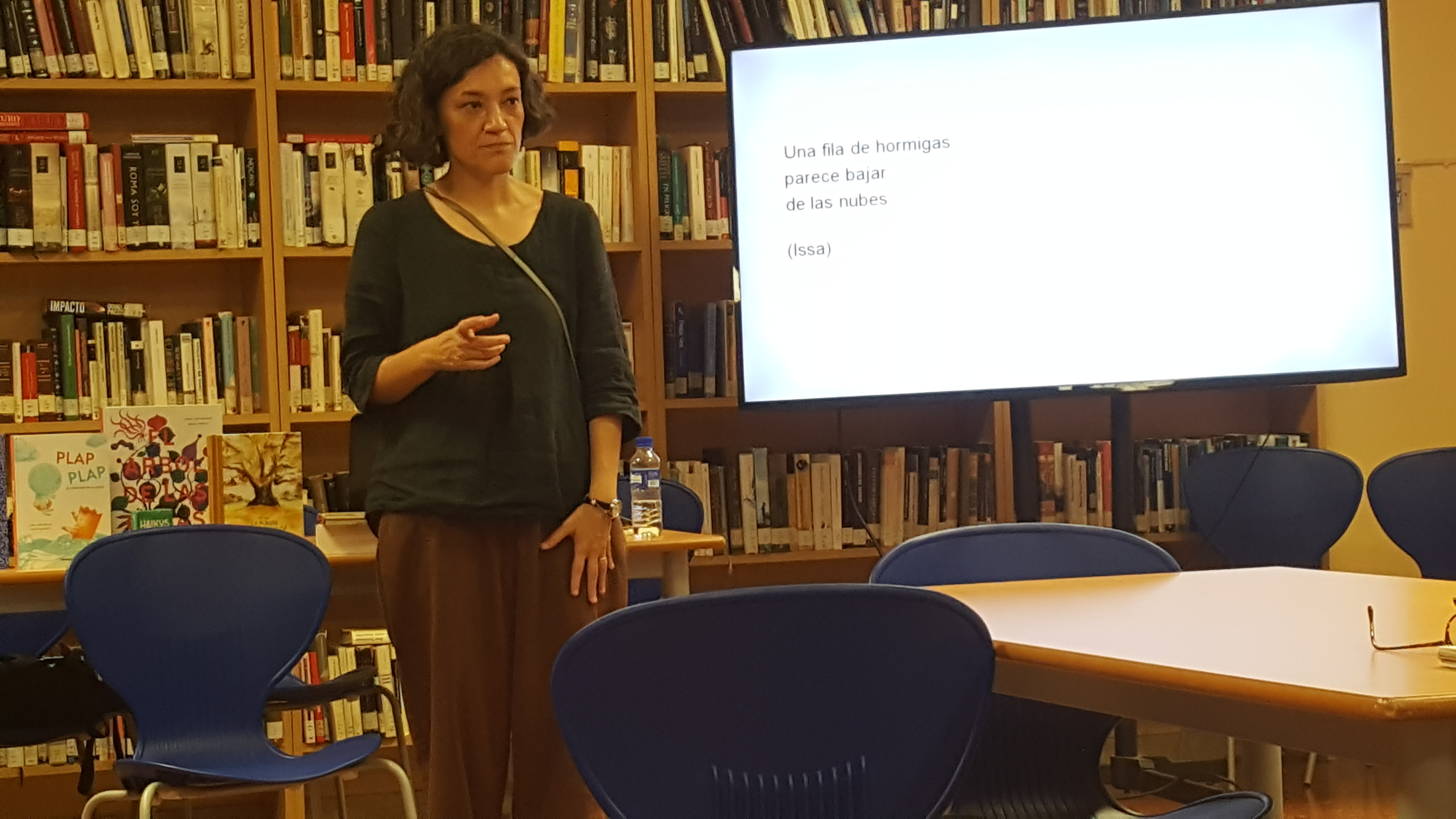
María José Ferrada lors d'un atelier Haiku à Los Llanos de Aridane, La Palma, le 13. April 2023

Ferrada reconnaît l'influence majeure de la littérature japonaise sur son oeuvre. Elle est actuellement rédactrice en chef de Chile para Niños, un centre de ressources numériques pour enfants à la Bibliothèque nationale du Chili.

### Littérature jeunesse
- (2005) 12 historias minúsculas de la tierra, el cielo y el mar , illustré par Karina Letelier
- (2010) Un Mundo raro (Kalandraka, Espagne), illustré par Nicolai Troshinsky
- (2011) El lenguaje de las cosas (El Jinete Azul, Espagne), illustré par Pep Carrió
- (2013) El idioma secreto (Faktoría K, Espagne), illustré par Zuzanna Celej
- (2013) Niños (Graffito Ediciones, Santiago du Chili), illustré par Jorge Quien (ISBN 9-789-56935-6018)
- (2013) Las memorias de Hugo, el Chancho de Tierra (Editorial Patagonia, Santiago du Chili) (ISBN 9-789-56899-2804)
- (2013) Notas al margen (Alfaguara, Santiago du Chili), illustré par Francisca Yáñez (ISBN 9-789-56152-2718)
- (2016) Un jardin (A buen paso, Espagne), illustré par Isidro Ferrer
- (2017) Mexique, el nombre del barco (Libros del Zorro Rojo, Espagne), illustré par Ana Penyas (ISBN 9-781-46746-4376)
- (2018) Guardianes (Amanuta, Santiago du Chili), avec Mónica Gutiérrez Serna (ISBN 9-789-56364-0809)
- (2018) ¡Piu! (Liebre, Santiago du Chili), illustré par Magdalena Pérez (ISBN 9-781-64686-0920)
- (2018) Mi barrio (Alboroto, Mexico), illustré par Ana Penyas (ISBN 9-781-73478-3957)
- (2021) Zum Zum, el viaje de la semilla (A buen paso, Espagne), illustré par Marco Paschetta
  - (en français) Zoum zoum, le voyage de la graine, traduit par Julien Alcaraz (Plume de carotte, Toulouse), 2022

### Romans
- (2017) Kramp (Emecé Editores, Santiago du Chili) (ISBN 9-786-07621-9836)
  - (en français) Kramp, traduit par Marianne Millon (Quidam éditeur, Meudon), 2023 (ISBN 978-2-37491-297-4)
- (2021) El hombre del cartel  (Alquimia, Santiago du Chili) (ISBN 9-788-41362-4976)